# Codici purpurei
Codici purpurei è il termine utilizzato in storia dell'arte per indicare i manoscritti miniati di lusso nei quali il testo è scritto in genere in oro e argento su pergamena tinta in porpora con una mistura di carminio e azzurro. Il primo esemplare attestato è una raccolta di panegirici dedicati a Costantino il Grande, mentre il più noto è il Codex Rossanensis del VI secolo, anche noto come "Codice purpureo". Dal mondo bizantino, i codici purpurei, intesi anzitutto quale vestigia dell'Antichità e amplificatore dello status imperiale della loro committenza, passarono ai Carolingi e da loro agli Ottoni, divenendo una costante nella produzione miniata europea altomedievale. La produzione di questa tipologia di manoscritto di lusso iniziò a decadere, a Bisanzio quanto in Occidente, a partire dal XIII secolo salvo essere riscoperta con intento antiquario durante il Rinascimento.

## Descrizione
Una pergamena tinta (o dipinta) di porpora assumeva un colore rosso cupo e necessitava pertanto di lettere in forte risalto, onde poter essere lette agevolmente. Ciò fu ottenuto utilizzando l'oro e l'argento (c.d. "crisografia") che, in esemplari più modesti, vennero imitati con l'impiego del giallo e del bianco.

## Storia

### Origini
La porpora, un pigmento naturale che si estrae dal murice comune, un mollusco gasteropode appartenente alla famiglia dei Muricidi, d'antichissima tradizione nelle terre del Mar Mediterraneo fu utilizzata per tingere prodotti librari fin dal I secolo a.C., stando ai riferimenti di Ovidio ad un volumen con una fodera purpurea. L'Historia Augusta riporta che l'imperatore Caio Giulio Vero Massimino (r. 235-238) possedeva l'opera di Omero crisografata in oro su pergamena purpurea. La più antica notizia certa su un libro con pagine purpuree riguarda il volume di ventotto carmina figurata, scritti in oro e argento su pergamena purpurea, in cui i fogli purpurei e i metalli preziosi alludono al destinatario imperiale dei panegirici, che Publilio Ottaziano Porfirio dedicò a Costantino il Grande intorno al 325.

### Miniatura bizantina

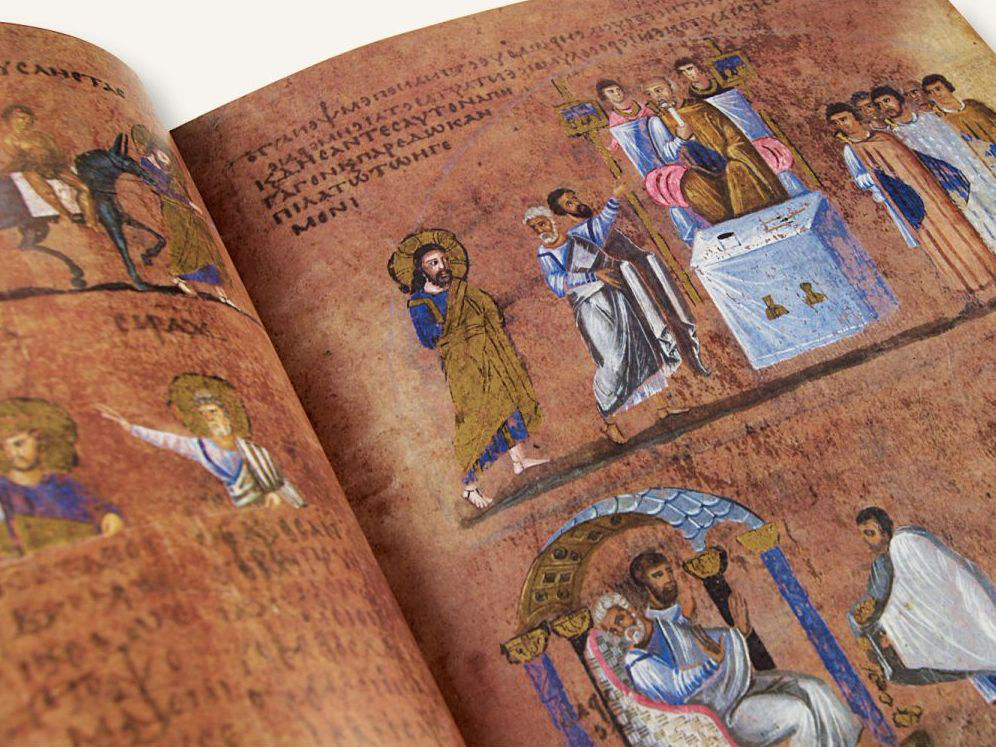
Il Codex Rossanensis

Oltre una dozzina di codici purpurei datano al VI secolo, tra i quali tre dei più notevoli manoscritti miniati dell'epoca: la Genesi di Vienna, il Codex Sinopensis e il Codex Rossanensis, il più antico manoscritto del Nuovo Testamento oggi esistente, proveniente dai domini bizantini nell'Italia meridionale. Tipologicamente collegato a questi codici ma privo di decorazioni figurate è il Codex Petropolitanus Purpureus o "Codex N", un vangelo frammentario scritto in maestosi caratteri onciali in argento su raffinata pergamena purpurea, con le lettere maiuscole e i nomina sacra in oro.
Un lussuoso evangeliario conservato a Napoli, scritto in caratteri onciali d'oro su fogli purpurei, potrebbe essere stato il libro di preghiere del basileus Basilio I il Macedone (r. 867-886), mentre un manoscritto analogo sembra essere servito da modello per il libro di preghiere di Carlo il Calvo (v.si miniatura carolingia nel seguito). L'uso di pergamene purpuree per manoscritti religiosi cessa a Bisanzio dopo l'iconoclastia, mentre esemplari del genere guadagnarono popolarità in Occidente nel tardo X secolo e, soprattutto, nell'XI secolo. In Oriente, la tradizione continua in alcuni documenti di corte: es. la lettera scritta dal basileus Costantino IX Monomaco al califfo di Baghdad al-Qa'im (1050-1055?), contenente una traduzione araba tra due colonne in greco; alcune lettere indirizzate al papa dagli imperatori bizantini Giovanni II Comneno (r. 1118-1143) e Manuele I Comneno (r. 1143-1180); ecc.

### Miniatura carolingia

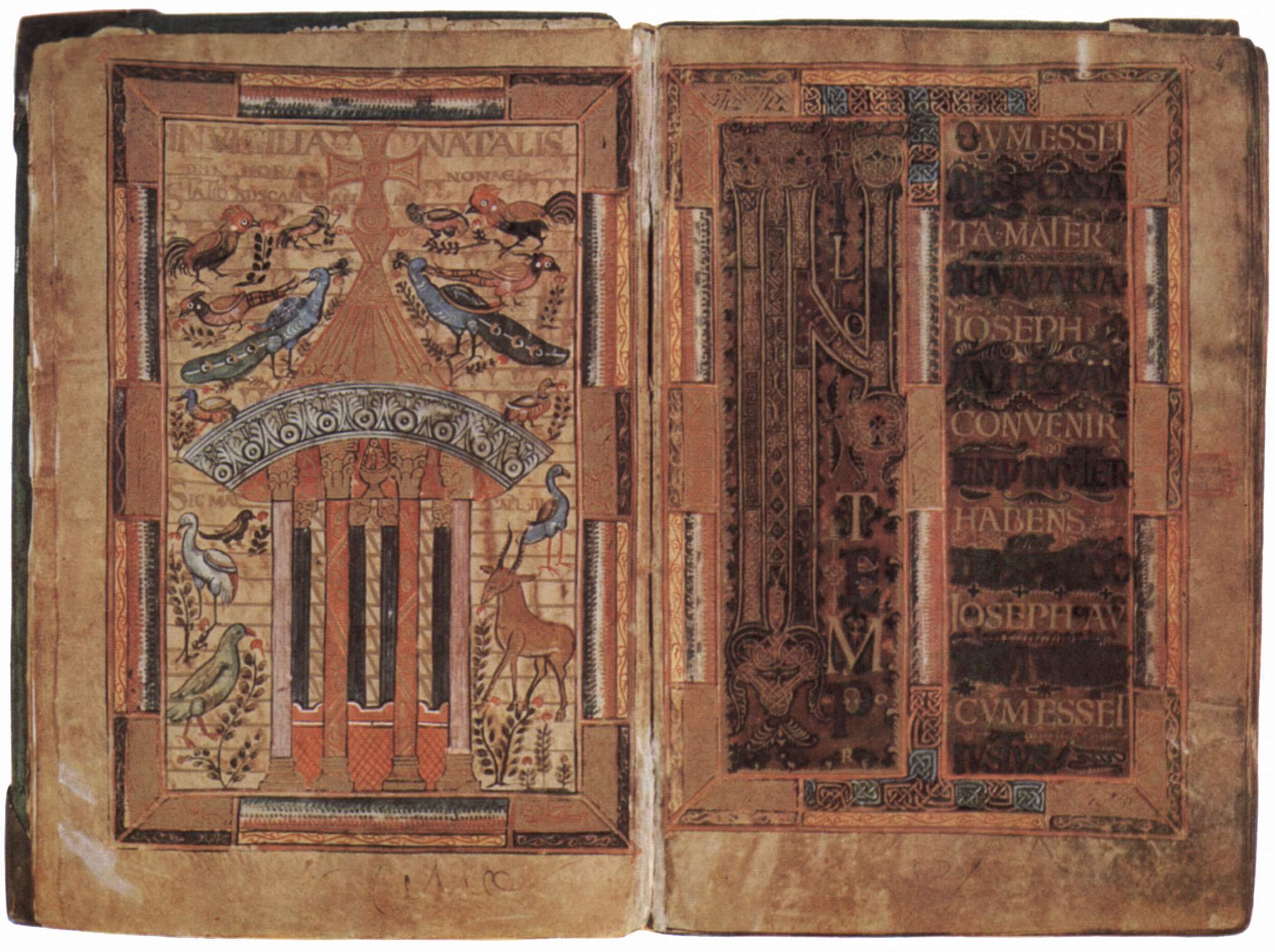
Pagine purpuree da l'Evangeliario di Godescalco.

È difficile valutare fino a che punto l'uso della porpora nei manoscritti riflettesse, in Europa occidentale, una coeva pratica bizantina o non piuttosto una continuazione o una ripresa di modelli antichi.
Il ritorno all'Antichità fu certo caratteristica eccellente dell'arte carolingia. L'adattamento programmatico all'arte antica, alla corte di Carlo Magno, si orientò sistematicamente verso il tardo impero romano, confluendo nell'idea fondamentale di renovatio imperii romani. L'arte carolingia si pose dunque come erede dell'arte dell'Impero Romano tanto quanto l'Impero carolingio volle esserne l'erede socio-politico. Non a caso, quindi, l'Evangeliario di Godescalco, commissionato da Carlo Magno in occasione del battesimo del figlio Pipino a Roma nel 781 (probabilmente realizzato a Worms) fu un codice purpureo, con testo a inchiostro d'oro e d'argento, pur calato nel contesto artistico del tempo: le miniature a piena pagina (il Cristo in gloria, i quattro evangelisti e la fontana della giovinezza) furono d'ispirazione ravennate, mentre la grande pagina iniziale, le lettere iniziali ornate e una parte della decorazione sono in stile insulare.
Modelli paleocristiani e bizantina (forse addirittura bizantina fu la maestranza) influenzarono lo splendido Evangeliario dell'Incoronazione, scritti in oro e argento su fogli purpurei bluastri e rossastri. Pagine purpuree, dipinte piuttosto che tinte, furono usate nei manoscritti del c.d. "Gruppo di Ada", prodotti per Carlo Magno: es. il Salterio di Dagulfo e l'Evangeliario di Lorsch. La tradizione venne continuata dal nipote dell'imperatore, Carlo il Calvo, come attestano per es. il suo libro personale di preghiere e il grande Codice aureo di Sant'Emmerano. Anche in questo caso la porpora e l'oro sottolineavano il carattere imperiale e la connotazione antichizzante dei manoscritti.
Nel IX secolo, la diffusione dei codici purpurei valicava i confini del Sacro Romano Impero: es. la Bibbia di Cava de' Tirreni, prodotta nelle Asturie, contiene cinque carte tinte di blu e di porpora, scritte in bianco, giallo e rosso.

### Miniatura ottoniana

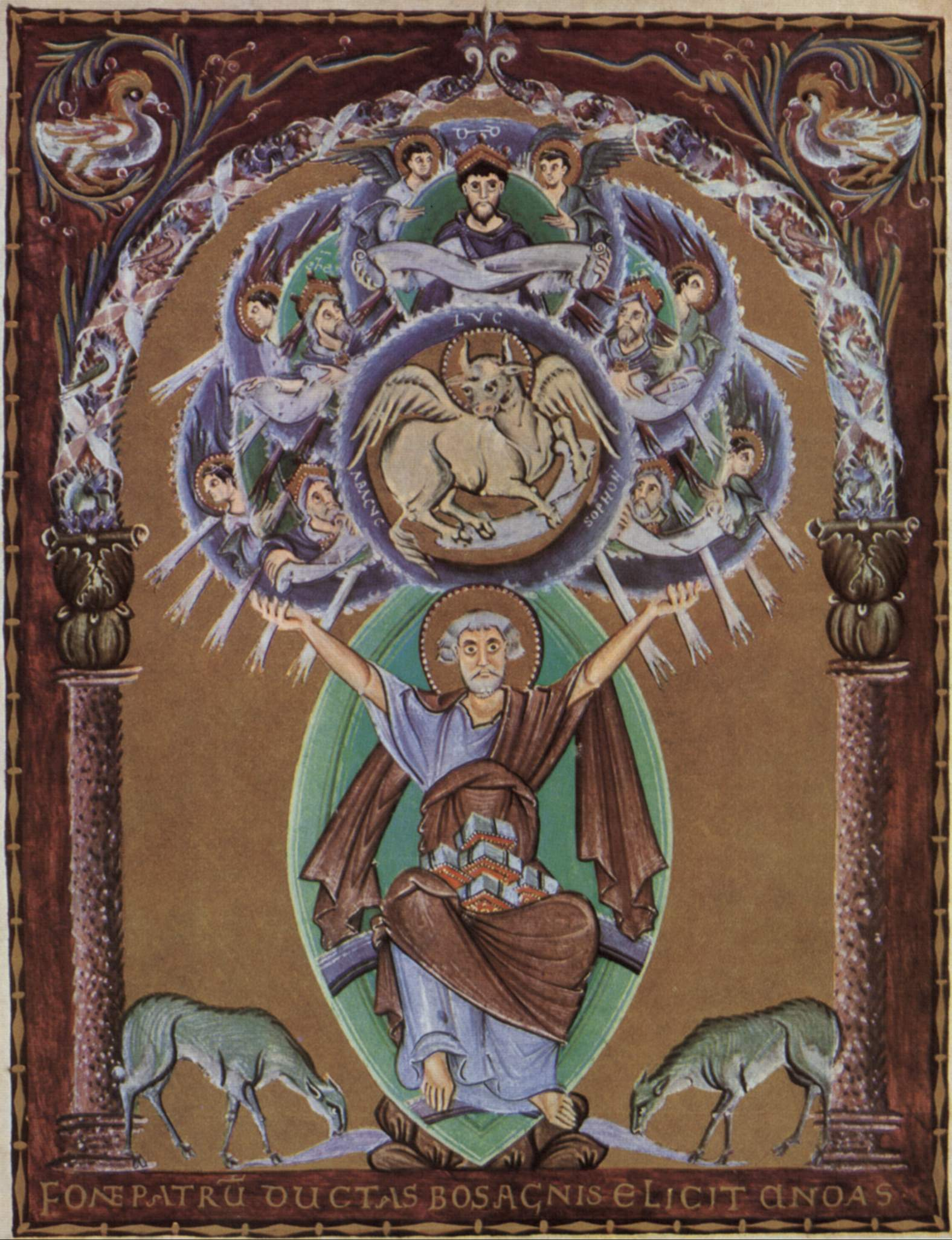
Evangeliario di Ottone III.

Ispirato da modelli sia carolingi sia bizantini, l'uso di fogli purpurei venne introdotto nei documenti e nei manoscritti ottoniani per sottolineare lo status imperiale.
I due documenti diplomatici "fondanti" la potenza della dinastia ottoniana furono ispirati dai codici purpurei: (i) il Privilegium Othonis del 962, considerato oltretutto «l'atto di nascita della miniatura ottoniana», presenta una decorazione a fogliame su fondo purpureo; (ii) allo stesso modo, il certificato di matrimonio dell'imperatrice Teofano, datato 972, presenta lo stesso sfondo purpureo punteggiato da medaglioni decorati con raffigurazioni di animali ispirate alle sete bizantine.
Nel capolavoro della miniatura ottoniana, l'Evangeliario di Ottone III (ca. 1000) la porpora conferisce carattere di particolare sontuosità e regalità sia alle miniature sia ai margini di molti fogli. La porpora conobbe anche applicazioni più estese: es. unita all'oro, evidenzia il ritratto dedicatorio dell'arcivescovo Egberto di Treviri e i ritratti degli evangelisti nel Codex Egberti; porpora e oro sono profusi in un sacramentario del tardo X secolo proveniente dall'abbazia di Fulda; ecc.

### Basso Medioevo e Rinascimento
In epoca romanica e gotica la porpora compare frequentemente nei manoscritti ma generalmente solo come elemento di risalto. Al volgere del Medioevo, Cennino Cennini descriveva ancora il procedimento di preparazione delle pergamene purpuree ma il simbolismo connesso a questo colore si perse con il passare del tempo ed i codici purpurei incontrarono sempre minor favore. Le pergamene tinte di porpora e di blu tornarono a diffondersi nel corso del XV secolo come uno degli aspetti dell'antiquaria rinascimentale: es. il Virgilio vergato dal calligrafo padovano Bartolomeo Sanvito ed illustrato "all'antica" da Marco Zoppo; (ca. 1470) il ritratto del re Ferrante I di Aragona in oro su pergamena purpurea nel manoscritto delle Orazioni di Cicerone conservato a Vienna; ecc.

### Bibliografiche
1. 1 2 3 4 5 6 7 8 9 10 11  Kessler 1994.
2. ↑  Ovidio, I, 1.5.
3. ↑   I due Massimini (testo latino),  p. 30.4.
4. ↑  ÖNB, Vind. theol. gr. 31
5. ↑  BNF, Suppl. gr. 1286
6. ↑  Rossano, Museo diocesano e del Codex
7. ↑  Smembrato nel XVII secolo ed oggi sparso tra Biblioteca nazionale russa, Saltykov-Ščedrin, gr. 537; British Library, Cott. Tit. C.XV; Museo bizantino e cristiano di Atene, inv. nr. 21; ecc.
8. ↑  Biblioteca nazionale Vittorio Emanuele III, Suppl.gr.12
9. ↑  BNF, nouv.acq.lat. 1203
10. ↑  (DE) Mütherich F e Gaehde JE, Karolingische Buchmalerei, München, Prestel, 1979,  p. 561, ISBN 3-7913-0395-3.
11. ↑  Kitzinger 2005, pp. 60-67.
12. ↑  Kunsthistorisches Museum, Weltlichen Schatzkammer, Inv. XIII 18.
13. ↑  (DE) Holländer H, Die Entstehung Europas, in Wetzel C (a cura di), Belser Stilgeschichte, Stuttgart, Belser, 1993.
14. ↑  ÖNB, 1861
15. ↑  BAV, Pal. lat. 50; Alba Iulia, Bibl. Batthyaneum, R.II.I)
16. ↑  Monaco, Schatzkammer der Residenz
17. ↑  BSB, Clm 14000
18. ↑  Bibl. dell'abbazia, 1
19. ↑  Archivio Segreto Vaticano, AA. Arm. LXVIII-XVIII Ottonianum
20. ↑  Ciardi Dupré 1997.
21. ↑  BSB, Clm 4453
22. ↑  Treviri Stadtbibliothek, Cod. 24
23. ↑  Udine, Bibl. Capitolare, 1
24. ↑   Cennino Cennini, XVIII-XX, in Libro dell'Arte.
25. ↑  BNF, lat. 11309
26. ↑  ÖNB, 4

### Fonti
- (LA) Ovidio, Tristia.

### Studi
In italiano
- Ciardi Dupré Dal Poggetto MG, MINIATURA, in Enciclopedia dell'arte medievale, Roma, Istituto dell'Enciclopedia Italiana, 1997.
- Kessler HL, CODICI PURPUREI, in Enciclopedia dell'arte medievale, Roma, Istituto dell'Enciclopedia Italiana, 1994.
- Kitzinger E, Arte altomedievale, Torino, Einaudi, 2005.

In altre lingue
- (EN) De Hamel C, A History of Illuminated Manuscripts, Boston, David R. Godine, 1986.
- (EN) Nordenfalk C, Celtic and Anglo-Saxon Painting, New York, 1977.